# Torben Meyer
Torben Emil Meyer (1. december 1884 i Aarhus – 22. maj 1975 i Hollywood) var en dansk skuespiller med en agtværdig karriere i Hollywood som komedieskuespiller ofte som tjener med tyk accent eller som tysker. I dag er han husket for hans karakterskuespil  som nazi-dommer i filmen Dommen i Nürnberg (1961).
Han var uddannet hotelportier i Paris, hvor han var elev 1899-1901, men læste efter sin hjemkomst til Danmark i 1902 til skuespiller hos Peter Fjelstrup og blev elev på Dagmarteatret, hvor han debuterede i slutningen af 1905 og blev til 1907. I 1908 blev kom han til Det ny Teater, hvor han blev de næste 15 år. I 1923 brød han med teateret efter en uoverensstemmelse med teatrets ledelse og optrådte i årene 1923 – 1927 med gæstespil, oplæsninger og mindre filmroller i Danmark, Frankrig, Italien og Spanien.
Han filmdebuterede i en birolle i Afgrunden (1910) fra Nordisk Films Kompagni. Fra 1912 begyndte han at få større roller i forskellige film fra Nordisk Film, hvor han i de næste 15 år medvirkede i omkring 65 stumfilm. Derudover optrådte han i film fra Dansk Astra Film, to Fy og Bi-film fra Palladium og en enkelt optræden for selskabet Sophus Madsen Film (i Carl Th. Dreyers Der var engang).
I 1928 emigrerede Meyer til USA, hvor han medvirkede i mere end 150 film, ofte i mindre biroller. Han kom netop som tonefilm vandt indpas, og i modsætning til så mange andre europæiske skuespillere i USA, var det ikke en handicap for ham, da han brugte sin accent til at spille tysker. En rolle han udfyldte i utallige film i 30'erne og 40'erne. Ved siden af skuespillet skrev han artikler om Hollywood til skandinaviske blade og til dagbladet Politiken.
Hans første amerikanske film var stumfilmen The Man Who Laughs (1928), hvor han spillede spion. Op igennem 30'erne spillede han skiftevis tjener, butler og dørmand i en lang række film. I 1935 blev han stranguleret af Frankenstein – spillet af Boris Karloff i instruktør James Whales film Bride of Frankenstein. I 1940 havde han en mindre rolle i Charlie Chaplins Diktatoren. I 40'erne indspillede han en del af filminstruktøren Preston Sturges' film,  kendt for hans Screwball comedy. Han spillede næsten altid en  hr. Schultz. I 1942 havde han en mindre rolle i Casablanca som hollandsk bankier. I 1958 medvirkende han i horror-klassikeren Fluen som tjener.
I 1961 havde han sin karrierers mest roste rolle som den skyldbetyngede nazi-dommer Werner Lampe i retssagen i Nürnberg i filmen Dommen i Nürnberg. I 1963 medvirkede han i sin sidste film, A New Kind of Love, hvor han havde en birolle.
Torben Meyer var søn af hotelejer Holger Meyer (d. 1926) og hustru Kirstine Meyer (pigenavn: Pedersen (d. 1927). Han blev amerikansk statsborger i 1937. Han døde den 22. maj 1975 i en alder af 90 år og ligger begravet på Chapel of The Pines Crematory i Los Angeles i USA.

## Filmografi
Danmark:

| - Afgrunden (instruktør Urban Gad, 1910) - Badets Dronning (som ungkarl; instruktør Eduard Schnedler-Sørensen, 1912) - Kærlighed og Penge (instruktør Leo Tscherning, 1912) - Manegens Stjerne (som Dumme-Peter; instruktør Leo Tscherning, 1912) - Et Hjerte af Guld (som en levemand; instruktør August Blom, 1912) - Vor Tids Dame (instruktør Eduard Schnedler-Sørensen, 1912) - Et moderne Ægteskab (instruktør Leo Tscherning, 1912) - Hjærternes Kamp (instruktør August Blom, 1912) - Operabranden (som grev Bonnot; instruktør August Blom, 1912) - Atlantis (som Willy Snyders; instruktør August Blom, 1913) - Fra Fyrste til Knejpevært (instruktør Holger-Madsen, 1913) - Ballettens Datter (som Delange, teaterdirektør; instruktør Holger-Madsen, 1913) - Højt Spil (instruktør August Blom, 1913) - Kæmpedamens Bortførelse (instruktør Sofus Wolder, 1913) - Elskovs Gækkeri (som løjtnant Grøn; instruktør Sofus Wolder, 1913) - Hustruens Ret (instruktør Leo Tscherning, 1913) - Staalkongens Villie (instruktør Holger-Madsen, 1913) - Kärleken rår (som Kuno, von Hortens søn; instruktør Poul Welander, 1913) (Sverige) - Privatdetektivens Offer (som Grosserer Gummesen; instruktør Sofus Wolder, 1913) - Grossererens Overordnede (instruktør Sofus Wolder, 1913) - Lykkens lunefulde Spil (instruktør Sofus Wolder, 1913) - En farlig Forbryderske (instruktør Eduard Schnedler-Sørensen, 1913) - Under Savklingens Tænder (som bankier; instruktør Holger-Madsen, 1913) - Skæbnens Veje (instruktør Holger-Madsen, 1913) - Af Elskovs Naade (som læge; instruktør August Blom, 1914) | - Under Skæbnens Hjul (instruktør Holger-Madsen, 1914) - Endelig alene (instruktør Holger-Madsen, 1914) - Den kulørte Slavehandler (instruktør Lau Lauritzen Sr., 1914) - Herberg for Hjemløse (som journalisten; instruktør Lau Lauritzen Sr., 1914) - Eventyrersken (som Gustav Jönsson; instruktør August Blom, 1914) - Svindlere (instruktør Eduard Schnedler-Sørensen, 1914) - Helvedesmaskinen (som adjunkt Lerche; instruktør Robert Dinesen, 1914) - Grev Dahlborgs Hemmelighed (instruktør Eduard Schnedler-Sørensen, 1914) - Den nye Huslærer (som Valde, vagabond; instruktør Lau Lauritzen Sr., 1914) - Revolutionsbryllup (instruktør August Blom, 1915) - Appetit og Kærlighed (som Jens, teolog, Trolles nevø; instruktør A.W. Sandberg, 1915) - Held i Uheld (som Fritz Tummel, kontorist; instruktør Lau Lauritzen Sr., 1915) - Cigaretpigen (som Pedro Delmart, kunstmaler; instruktør Holger-Madsen, 1915) - Cowboymillionæren (instruktør Lau Lauritzen Sr., 1915) - Hr. Petersens Debut (som Nalle, skuespiller; instruktør Alfred Cohn, 1915) - Trold kan tæmmes (som van Thaen, baron; instruktør Holger-Madsen, 1915) - Truet Lykke (som Simoni, ingeniør; instruktør August Blom, 1916) - En nydelig Onkel (instruktør Lau Lauritzen Sr., 1916) - En uheldig Skygge (instruktør Lau Lauritzen Sr., 1916) - Barnet fra Opfostringshuset (som Bob Carter, Dicks ven; instruktør Alexander Christian, 1916) - Lotteriseddel No. 22152 (som Charles, apache; instruktør August Blom, 1916) - Voksdamen (instruktør Alfred Cohn, 1916) - Sønnen (som Grosserer Grøn; instruktør August Blom, 1916) - Filmens Datter (instruktør Hjalmar Davidsen, 1916) - Manden uden Fremtid (instruktør Holger-Madsen, 1916) | - Penge (instruktør Karl Mantzius, 1916) - Manden uden Smil (som pianist; instruktør Holger-Madsen, 1917) - Dømmer ikke (som Philip Saphir, antikvitetshandler; instruktør Fritz Magnussen, 1918) - Prøvens Dag (som kontorchef von Scholten, Fritzes fætter; instruktør Martinius Nielsen, 1918) - Mirakeltjeneren (som Bobby Dewart; instruktør Lau Lauritzen Sr., 1918) - Hvorledes jeg kom til Filmen (som Gordon Sidney, Ediths tilbeder; instruktør Robert Dinesen, 1919) - Hans store Chance (som Arthur, fru Steins søn; instruktør Hjalmar Davidsen, 1919) - Hævneren (som Niels Gaardskarl; instruktør Olaf Fønss, 1919) - Bajadser (som Rodolfo, vinbjergsejer; instruktør Fritz Magnussen, 1919) - En ung mans väg (som von Dufva, slotsherre på Högvalla; instruktør Carl Barcklind, 1919) (Sverige) - Prinsens Kærlighed (instruktør Martinius Nielsen, 1920) - Lykkeper (som Walter Crone; instruktør Fritz Magnussen, 1920) - Kærlighed og Overtro (instruktør Lau Lauritzen Sr., 1920) - Hendes Fortid (som Moses Volkenthal; instruktør Fritz Magnussen, 1921) - Film, Flirt og Forlovelse (som baronen; instruktør Lau Lauritzen Sr., 1921) - Der var engang (som ceremonimesteren; instruktør Carl Th. Dreyer, 1922) - Republikaneren (som redaktøren; instruktør Martinius Nielsen, 1923) - Madsalune (instruktør Emanuel Gregers, 1923) - Den sidste Dans (som Herr von Schneppen; instruktør A.W. Sandberg, 1923) - Lille Dorrit (som arrestforvarer Chivery; instruktør A.W. Sandberg, 1924) - Min Ven Privatdetektiven (instruktør A.W. Sandberg, 1924) - Fra Piazza del Popolo (som Benedetto, d'Acordas tjener; instruktør A.W. Sandberg, 1925) - Don Quixote (som Samson Carrasco; instruktør Lau Lauritzen Sr., 1926) - Maharajahens Yndlingshustru III (som Mohun Singh; instruktør A.W. Sandberg, 1926) - Klovnen (som butler; instruktør A.W. Sandberg, 1926) |

USA:

| - The Man Who Laughs (som spionen; 1928) - Noahs Ark (som mand på toget; 1928, Noah's Ark) - The Viking (som Odd; 1928) - Jazz Mad (som Kline; 1928) - The Last Warning (som Gene; 1929) - Behind Closed Doors (som Captain von Gilden; 1929) - Behind the Make-Up (som tjener; 1930) - Lummox (som Silly Willie; 1930) - Mamba (som tysk soldat; 1930) - The Bad One (1930) - Just Like Heaven (som Pierre; 1930) - A Soldier's Plaything (som tysk skuespiller i hest; 1930) (uncredited) - Trådlöst och kärleksfullt (1931) - Kun en gigolo (som tjener; 1931, Just a Gigolo) - Devotion (som tjener; 1931) (uncredited) - Halvvägs till himlen (som instructor; 1932) - le Bluffeur (som Col. Ginsberg; 1932) - Manden han dræbte (som tjener; 1932, Broken Lullaby) - Murders in the Rue Morgue (som danskeren; 1932) - What Price Hollywood? (som Nick, Brown tjener; 1932) - Downstairs (som cafetjener; 1932) - Big City Blues (som tjener, 1932) - Six Hours to Live (1932) - The Animal Kingdom (1932) (uncredited) .... Meyer, Idealistic Printer - Tændstikkongen (som Hans, tjener; 1932, The Match King) - The Crime of the Century (som Eric, butler; 1933) - Reunion in Vienna (som Strumpf, tjener; 1933) - Den Hvide lotus (som Mr. Van Brinken; 1934, Mandalay) - All Men Are Enemies (som clerk; 1934) - Little Man, What Now? (som tjener; 1934) - Verden går sin gang (som butler; 1934, The World Moves On) - Pursued (som Hansen; 1934) - Music in the Air (som apoteker; 1934) - Jeg elsker dem, Madame (som Carlson; 1935, Enter Madame) - The Night Is Young (som adjustant; 1935) - The Good Fairy (som tjener; 1935) - Roberta (som Albert; 1935) - Vampyrens mærke (som kortspiller; 1935, Mark of the Vampire – klippet ud) - Bride of Frankenstein (som mand der bliver stranguleret af Frankenstein i indledningen; 1935) - Break of Hearts (som tjener; 1935) - Dagspressens sporhunde (som visevært; 1935, Front Page Woman) - Det Sorte værelse, Det (som majordomo Peter; 1935; The Black Room) - Two for Tonight (som tjener; 1935) - Prinscharmøren (som tjener; 1935; The Gay Deception) - Pengeafpresseren (som cafeejer; 1935; Thunder in the Night) - The Girl Who Came Back (som Zarabella; 1935) - Charlie Chan in Shanghai (som fransk diplomat; 1935) - The Man Who Broke the Bank at Monte Carlo (1935) - Et Moderne ægteskab (som Baron Von Hoffstatter; 1935; Splendor) - To Beat the Band (som tjener; 1935) - East of Java (som derelict; 1935) - To byer (som lakaj; 1935; A Tale of Two Cities) - Kan du lave mad? (som svensk tjener; 1935; If You Could Only Cook) - King of Burlesque (som Leopold the Valet; 1936) - Samfundets fjende nr. 13 (1936; Anything Goes) - It Had to Happen (som skiltemaler; 1936) - En Filmstjerne myrdet (som butler; 1936; Preview Murder Mystery) | - The Farmer in the Dell (som festgæst; 1936) - De To spioner (som Kraus; 1936; Till We Meet Again) - Champagne Charlie (1936) - Piccadilly Jim (som Petts butler; 1936) - Star for a Night (som sadelmager; 1936) - In His Steps (1936) - Wedding Present (som Winternitz; 1936) - The Accusing Finger (1936) - Espionage (som politimand; 1937) - The King and the Chorus Girl (som Eric, butler; 1937) - The Good Old Soak (1937) - Shall We Dance (1937) - The Emperor's Candlesticks (1937) - She's No Lady (som svensk tjener; 1937) - Fangen på Zenda (som Max; 1937; The Prisoner of Zenda) - Thin Ice (som Herman, prinsens chaffør; 1937) - Madame X (som Peridcord1; 937) - Kvindelægen (som skrædder; 1937; Wife, Doctor and Nurse) - Fight for Your Lady (som ungarsk politimand; 1937) - Prescription for Romance (1937) - Tovarich (som tjener ved festen; 1937) - Oprør i ægteskabet (som Karl, Conways butler; 1938; The First Hundred Years) - Bulldog Drummond og diamanttyveriet (som Hoffman; 1938; Bulldog Drummond's Peril) - Permanent forelsket (som professor Jacobsen; 1938; Romance in the Dark) - Blind Alibi (som kunstkritiker; 1938) - The Saint in New York (som tysk politimand; 1938) - Jeg gi'r en million (som dørmand; 1938; I'll Give a Million) - The Great Waltz (som billetkontrolør; 1938) - Topper ta'r på tur (som hotel dørmand; 1938; Topper Takes a Trip) - Island of Lost Men (som cafebestyrer; 1939) - Nurse Edith Cavell (1939) - Everything Happens at Night (som Station Master; 1939) - Dr. Ehrlich's Magic Bullet (som Kadereit; 1940) - The Way of All Flesh (som Sandor Nemzeti; 1940) - Sommerjul (som Mr. Schmidt; 1940; Christmas in July) - Den Store diktator (som skaldet kunde ved barberen; The Great Dictator) * Four Sons (som Gustav; 1940) - No, No, Nanette (som Furtlemertle; 1940) - En Moderne Eva (som Mr. Clink; 1941; The Lady Eve) - Sunny (som Jean, tjener; 1941) - Min kone gør oprør (som Dinglehoff; 1941; Bedtime Story) - Med 10 cent på lommen (som doktor; 1941; Sullivan's Travels) - The Adventures of Martin Eden (som Jacob; 1942) - Crossroads (som gammel mand; 1942) - Berlin Correspondent (som bestyrer; 1942) - The Palm Beach Story (som Dr. Kluck; 1942) - Casablanca (som hollandsk bankier ved cafebordet; 1942) - Angsten for det ukendte (som tjener; 1943; Journey Into Fear) - Frankenstein Meets the Wolf Man (som sigøjner; 1943) - Patrioter (1943; Edge of Darkness) - They Came to Blow Up America (som Gottwald; 1943) - Jack London (som gæst; 1943) - The Miracle of Morgan's Creek (som Dr. Meyer; 1944) - De kom ikke tilbage (som Karl Kappel; 1944; The Purple Heart) - Der var engang en kålorm (som hotelbestyrer; 1944; Once Upon a Time) - Helten længe leve (som Mr. Schultz; 1944; Hail the Conquering Hero) - The Great Moment (som Dr. Dahlmeyer; 1944) | - Greenwich Village (som Kavoskys Butler; 1944) - Hotel Berlin (som Franz; 1945) - Skandale ved hoffet (1945; A Royal Scandal) - Yolanda and the Thief (1945) - Vi, der går Mælkevejen (som gæst til havefesten; 1946; The Kid from Brooklyn) - Hjertebanken (som tyv ved ballet; 1946; Heartbeat) - Den Tapre barber (som greve; 1946; Monsieur Beaucaire) - Alias Mr. Twilight (som Starling; 1946) - The Mighty McGurk (som brygger; 1947) - En Tosset onsdag (som barber med overskæg; 1947; The Sin of Harold Diddlebock) - The Beginning or the End (som mælkemand; 1947) - Millie's Daughter (som Mr. Johnson; 1947) - 40 stjerner og en pige (som Andre, tjener; 1947; Variety Girl) - Udødelige toner (som scenebestyrer; 1947; Song of Love) - Med sværd i hånd (som søkaptajn; 1947; The Exile) - Efter sejren (som gammel franskmand; 1948; To the Victor) - Brev fra en ukendt kvinde (som chauffør; 1948; Letter from an Unknown Woman) - Julia slår sig løs (som kommissær; 1948; Julia Misbehaves) - Vejen til galgen (som retsoversætter; 1948; Sealed Verdict) - Jalousi efter noder (som Dr. Schultz; 1948; Unfaithfully Yours) - The Beautiful Blonde from Bashful Bend (som Doctor Shultz; 1949) - Hold That Baby! (som doktor Hans Heinrich; 1949) - Held i spil (som kaptajn; 1949; The Great Lover) - And Baby Makes Three (som tjener; 1949) - The Great Rupert (som Mr. Petrushka, bager; 1950) - Med konen i hælene (som Donovan; 1951; Grounds for Marriage) - The Company She Keeps (som maitre; 1951) (uncredited) - Dagens mand (som fotograf; 1951; That's My Boy) - Den Sidste drink (som Delmar, bilmekaniker; 1951; Come Fill the Cup) - Det Blå slør (som fotograf; 1951; The Blue Veil) - Min yndlingsspion (som tjener; 1951; My Favorite Spy) - Den Glade enke; 1952; The Merry Widow) - Tre slags kærlighed (1953; The Story of Three Loves) - Call Me Madam (som Rudolph; 1953) - Ma and Pa Kettle on Vacation (som dørmand; 1953) - Manden uden nerver (som tjener; 1953; Houdini) - Af vejen, drenge! (som tjener; 1953; The Caddy) - "Cavalcade of America" (1. episode, 1953) - Casanovas store aften (1954; Casanova's Big Night) - About Mrs. Leslie (som Maitre D'; 1954) - Se New York og dø (som kok; 1954; Living It Up) - Deep in My Heart (som kortspiller; 1954) - Vi er ikke engle (som sommerfuglmand; 1955; We're No Angels) - Erobreren (som skriver; 1956; The Conqueror) - "I Love Lucy" (som bandeleder; 1. episode, 1956) - Anything Goes (som fransk tjener; 1956) - Samfundets tåbe nr. 1 (som tjener; 1957; Public Pigeon No. One) - "Telephone Time" (1. episode, 1957) - The Helen Morgan Story (som bestyrer; 1957) - Fluen (som Gaston; 1958; The Fly) - En Nat på afbetaling (som Alex, tjener; 1958; The Matchmaker) - "Playhouse 90" (1. episode, 1959) - Denne jord er min (som Hugo; 1959; This Earth Is Mine) - G.I. Blues (som tjener; 1960) - Dommen i Nürnberg (som Werner Lampe; 1961; Judgment at Nuremberg) - A New Kind of Love (1963) |